# Radio Erewań
Radio Erewań (ros. Армянское радио) – fikcyjna radziecka rozgłośnia radiowa, będąca parodią przekazu medialnego i metod propagandy komunistycznej krajów bloku wschodniego, wykorzystywanych przez nich w czasach trwania zimnej wojny. Żart przybierał formę nierzetelnych i żartobliwych komunikatów informacyjnych, rzekomo pochodzących z oficjalnego radia, a w praktyce wyśmiewających ówczesne realia społeczno-polityczne świata.
Motyw zawdzięcza swoją polską nazwę rosyjskojęzycznej nazwie miasta Erywań (ros. Ереван), stolicy ówczesnej Armeńskiej Socjalistycznej Republiki Radzieckiej (dziś Armenii), a jego elementem jest także fakt, iż nie istniała tam nigdy żadna rozgłośnia medialna o tejże nazwie.

## Charakterystyka humoru
Humor skupiony wokół motywu Radia Erewań przybiera najczęściej kształt krótkich i jednostronnych komunikatów rzekomej rozgłośni, odpowiedzi redakcji na pytania od widzów, bądź fikcyjnej rozmowie telefonicznej spikera radiowego ze słuchaczem. Zwykle nie przybierał on formy tradycyjnych, rozbudowanych anegdot.
Poprzez wykorzystanie czarnego humoru, nonsensu, treści nieprzychylnych socjalistycznej cenzurze, żartobliwych eufemizmów oraz widocznym dla odbiorcy wielokrotnym ukryciu i przeinaczeniu prawdy, ujawnianej ostatecznie w poincie dowcipu, stanowił bezwzględną i prześmiewczą odpowiedź społeczeństw na warunki ówczesnego życia mieszkańców państw Układu Warszawskiego (w tym PRL), jak i na napięte stosunki na ówczesnej arenie międzynarodowej czasów zimnej wojny.

## Przykłady
Dowcipy można podzielić na kilka rodzajów, na przykład (za zbiorem dowcipów Zakazany wic, czyli polski dowcip polityczny 1944-1990 autorstwa Władysława Tockiego):

### Komunikat
Radio Erewań podaje:

Grupa komunistów chińskich zaatakowała pracujący w polu radziecki traktor.
Traktor odpowiedział celnym ogniem kilku dział rakietowych, po czym odleciał w kierunku Moskwy.

Ministerstwo Rolnictwa ostrzega chińskich towarzyszy, że jeśli incydent się powtórzy, na pola zostaną wysłane kombajny.

### Rozmowa na żywo
Słuchacz: Drogie radio, dlaczego nie cytujecie kawałów politycznych?

Radio Erewań: Drogi słuchaczu, bo nam jest bardzo dobrze, że jemy biały chleb nad Morzem Czarnym, a nie odwrotnie.

### Odpowiedzi na pytania
Słuchacze pytają:

- Czy to prawda, że w Moskwie, na Placu Czerwonym, rozdają samochody?
 
Radio Erewań odpowiada:

- Tak, to prawda, ale nie w Moskwie, tylko w Leningradzie.
 
Nie na Placu Czerwonym, tylko w okolicach Dworca Warszawskiego.

Nie samochody, tylko rowery.

I nie rozdają, tylko kradną.